# بیکاپ
latitudeبیکاپlongitudeبیکاپ
بیکاپ (به انگلیسی: Bacup) یک شهرک در بریتانیا است که در انگلستان واقع شده‌است.

## خصوصیات
بیکاپ ۱۲٬۷۶۳ نفر جمعیت دارد.